# Serpentara

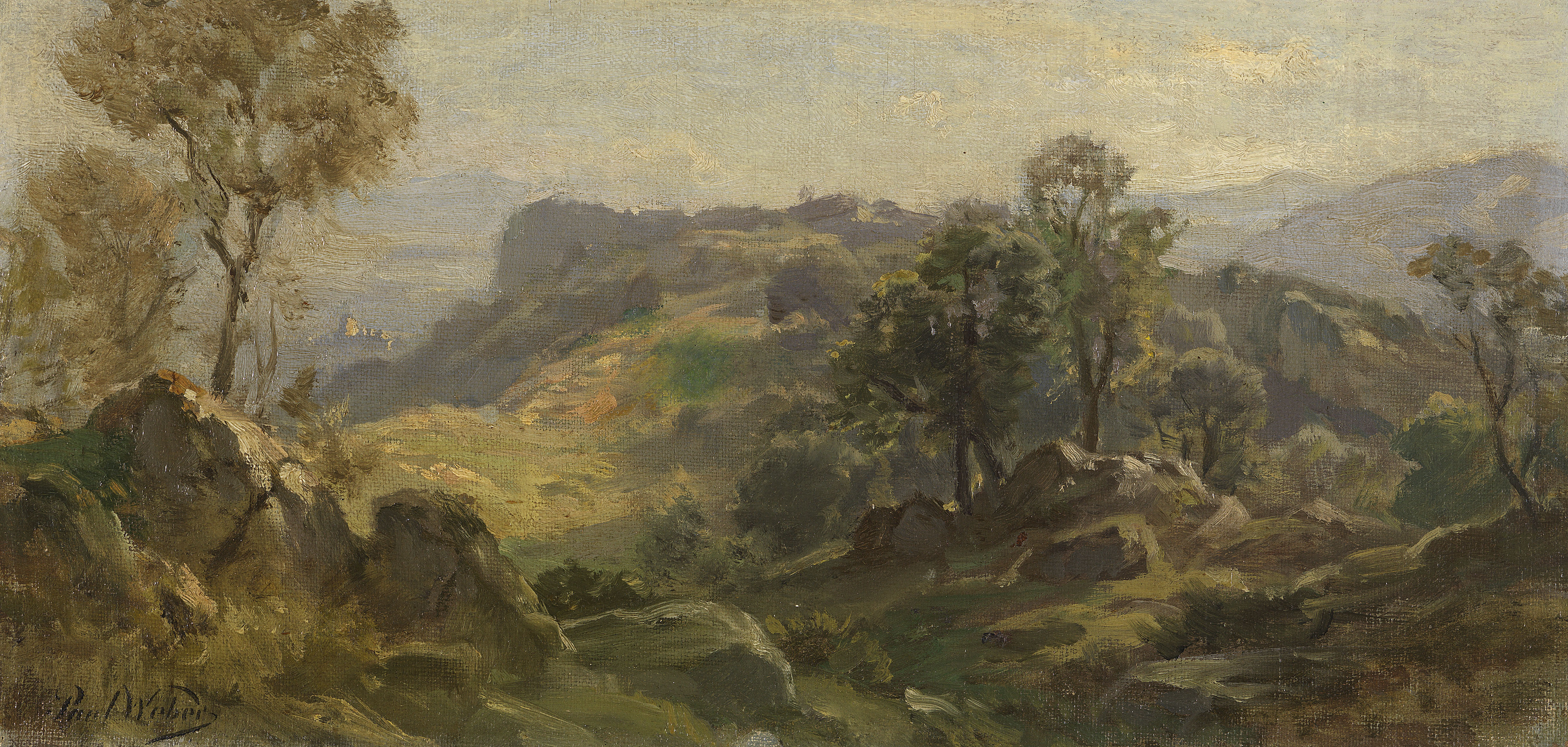
Serpentaralandschaft bei Olevano, Gemälde von Paul Weber, um 1860

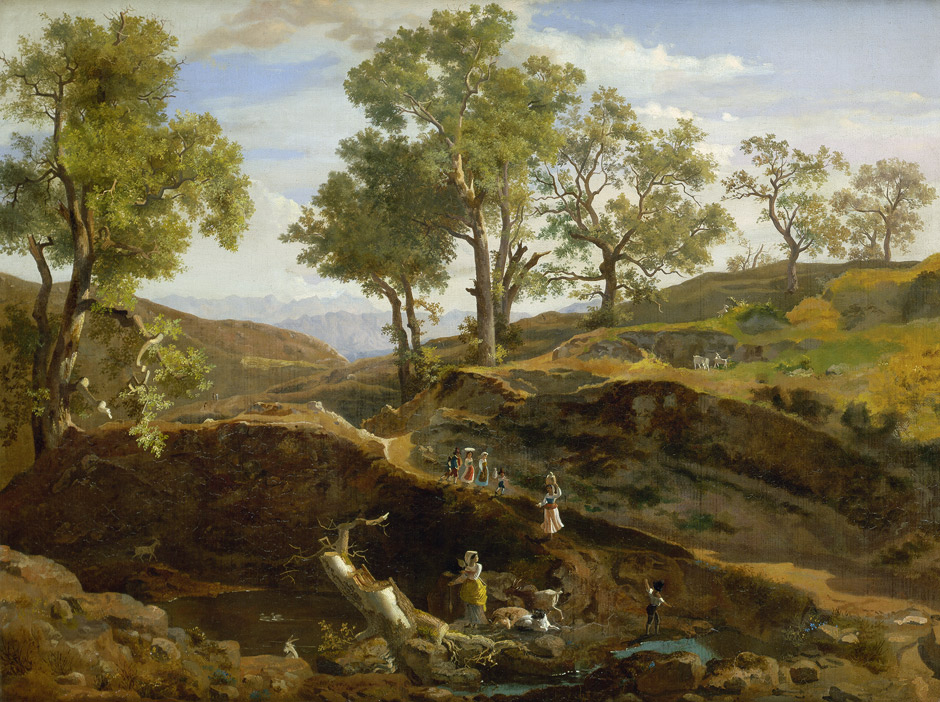
Die Serpentara, Gemälde von August Lucas (zugeschrieben)

Die Serpentara (Schlangenhain) ist ein Steineichenwäldchen oberhalb der Gemeinde Olevano Romano, das den Malern der Gruppe der Deutschrömer als heiliger Eichenhain galt. „Der Eichenwuchs auf kahlen Felsen wurde zum bevorzugten und am häufigsten studierten Waldmodell der Romantiker.“

## Geschichte
Eine gemeinsame Aktion von Kunstfreunden und Malern, mit der Geld für den Ankauf zugunsten des Deutschen Reichs und des Deutschen Kaisers gesammelt und investiert wurde, verhinderte 1873 die Abholzung des Wäldchens und seine Verwertung zu Eisenbahnschwellen. An der Rettungsaktion beteiligte sich der Maler Carl Schuch mit Übernahme eines Viertels der Kosten.

## Sonstiges
Die Villa Serpentara in Olevano Romano wurde Anfang des 20. Jahrhunderts durch den Bildhauer Heinrich Gerhardt (1823–1915) errichtet und 1914 testamentarisch der Akademie der Künste hinterlassen. In ihr befindet sich heute eine Einrichtung der Akademie für ihre Stipendiaten.